# El Cajon
El Cajon est une ville de Californie, située dans le comté de San Diego. Lors du recensement de 2010, sa population s’élevait à 99 473 habitants.

## Histoire
Le 27 décembre 2021, un avion d'affaires Learjet 35A s'écrase dans cette commune. Les quatre personnes à bord périssent.

## Étymologie
El Cajón, phrase espagnole pour « la boîte, le tiroir », a été enregistré pour la première fois le 10 septembre 1821, en tant que nom alternatif pour sitio rancho Santa Mónica, décrivant la « mise en boîte » de la localité dans la vallée, dans une vallée « encaissée ».

## Géographie
Selon le bureau du recensement des États-Unis, El Cerrito a une superficie totale de 37,38 km2, la totalité de ses terres.

### Climat
| Mois                              | jan. | fév. | mars | avril | mai  | juin | jui. | août | sep. | oct. | nov. | déc. | année |
| --------------------------------- | ---- | ---- | ---- | ----- | ---- | ---- | ---- | ---- | ---- | ---- | ---- | ---- | ----- |
| Température minimale moyenne (°C) | 5    | 5,3  | 7,5  | 9,4   | 11,9 | 15   | 17,2 | 18,9 | 19,1 | 12,5 | 7,8  | 3,1  | 10,8  |
| Température maximale moyenne (°C) | 22,5 | 21,4 | 23,9 | 26,1  | 27,2 | 29,7 | 32,5 | 31,9 | 35,8 | 28,9 | 25,6 | 20,8 | 27,2  |
| Précipitations (mm)               | 53,1 | 61   | 53,6 | 30,5  | 19,6 | 11,9 | 17,8 | 8,9  | 19   | 48,3 | 61   | 96,5 | 481,2 |

| Diagramme climatique                                  |           |             |             |              |            |              |             |            |              |           |             |
| J                                                     | F         | M           | A           | M            | J          | J            | A           | S          | O            | N         | D           |
| 22,5553,1                                             | 21,45,361 | 23,97,553,6 | 26,19,430,5 | 27,211,919,6 | 29,71511,9 | 32,517,217,8 | 31,918,98,9 | 35,819,119 | 28,912,548,3 | 25,67,861 | 20,83,196,5 |
| Moyennes : • Temp. maxi et mini °C • Précipitation mm |           |             |             |              |            |              |             |            |              |           |             |

## Démographie
| 1920 | 1930  | 1940  | 1950  | 1960   | 1970   |
| ---- | ----- | ----- | ----- | ------ | ------ |
| 469  | 1 050 | 1 471 | 5 600 | 37 618 | 52 273 |

| 1980   | 1990   | 2000   | 2010   | - | - |
| ------ | ------ | ------ | ------ | - | - |
| 73 892 | 88 693 | 94 869 | 99 478 | - | - |

## Jumelages
Comondú (Mexique)
 Sulzfeld (Allemagne)

## Personnalités
- Greg Louganis (1960-), quadruple champion olympique de plongeon.

## Traduction
- (en) Cet article est partiellement ou en totalité issu de l’article de Wikipédia en anglais intitulé « El Cajon, California » (voir la liste des auteurs).